# WORST (アルバム)
『WORST ～聖飢魔II 極悪集大成教典（ベスト）～』（ワースト - せいきまつごくあくしゅうたいせいきょうてん）は、日本のヘヴィメタルバンドである聖飢魔IIの第六大教典。
魔暦紀元前10年（1989年）9月21日にCBS・ソニーのFITZBEATレーベルから発布された初のベスト・アルバム。1985年のデビューから1989年までに発布された小教典および大教典から選曲され、楽曲によってはリミックスおよび新録音が行われている。アルバム・タイトルは「最悪（BADの最上級）」を意味している。ジャケットは各構成員のフェイスペイントが施されたベートーヴェンのデスマスクがあしらわれている。
リミックスはニューヨークにてロン・セイント・ジャーマンもしくはボブ・ロサの手によって行われている。小教典として発布された「STAINLESS NIGHT」（1988年）および「白い奇蹟」（1989年）は本作にて大教典初収録となった。また、後に発布された歴代小教典大全『愛と虐殺の日々』（1991年）と完全に一致するバージョンは収録されていない。
本作はオリコンアルバムチャートにおいて日本のヘヴィメタルバンドとして史上初の第1位を獲得、また後にX JAPANが史上2番目として第1位を獲得、以降第1位を獲得したヘヴィメタルバンドは存在しない。また売り上げ枚数は20万枚を超えたため日本レコード協会からゴールド認定を受けている。

## 背景
第五大教典『THE OUTER MISSION』（1988年）においてそれまでのイメージを一新した聖飢魔IIであったが世間一般に対しては特別な波及効果はなく、かつてサザンオールスターズが「いとしのエリー」（1979年）のヒットによって世間に認知されたことを受けてバラードを小教典として発布する案が持ち上がった。同時期にエース清水が「白い奇蹟」、SGT.ルーク篁III世が「BAD AGAIN 〜美しき反逆〜」を制作し、結果として8枚目の小教典「白い奇蹟」が先に発布されることが決定された。
昭和天皇の崩御に伴い延期されていた『THE OUTER MISSION』を受けたミサ・ツアーが終了し、聖飢魔IIは山中湖でのレコーディング合宿において「白い奇蹟」を制作したものの、レコード会社側からはバンドイメージを理由に同曲のカップリング曲として想定されていた「怪力熊男」を小教典のA面にする提案が出された。小暮はこの頃のレコード会社側との交渉の中で、小教典はコミカルな要素が入ったものにするという提案が毎回出されることに構成員が辟易していたと述べている。後年、小暮は当時プロデューサーであった丸沢和宏からの提案がSEX MACHINEGUNSの先取り的な発想であったのかもしれないと述べた上で、当時の構成員は作詞および作曲、演奏面において高い評価を受けることを目指していたために正統派あるいは本格派から外れる楽曲を小教典にすることをタブーにしていたと述べている。魔暦紀元前10年（1989年）8月2日に8枚目の小教典として発布された「白い奇蹟」は、オリコンシングルチャートにおいて最高位第12位の登場週数11回で売り上げ枚数は8.5万枚となった。

## 録音、制作
本作は魔暦紀元前10年（1989年）の初夏から制作が開始された。前作『THE OUTER MISSION』の完成度に満足していた構成員は次の構想がまとまらず、また当時侍従になったばかりの松元浩一がテレビ番組へのブッキングを多々行っていたことなどが影響し、集中して大教典を制作する雰囲気が出来上がっていなかったことからベスト・アルバムの制作が決定したと小暮は述べている。ルーク篁は前作で一つの完成形を示したものの同様の路線の楽曲を制作することが出来ず、ハードロック的なものへ回帰する思いが強かったことや『THE OUTER MISSION』のプロデューサーであった土橋安騎夫のような存在が不在であったことが影響した結果であると述べている。本作のタイトル候補として他に『ホワイト・ミラクルズ』および『白い奇蹟』が挙がっており、最後まで『WORST』と争う形になった。『ホワイト・ミラクルズ』は「白い顔の悪魔たちが創ってきた奇蹟の集まり」、『白い奇蹟』は「白い顔の悪魔たちの活動の足跡」という意味が含まれていたと本作のライナーノーツにおいて小暮は述べている。
本作収録曲の選曲に関しては構成員とスタッフの間で意見が食い違い、松元は予備知識もないままに自身が好んでいる「RENDEZVOUS 60 MICRONS'」など2～3曲をリクエストしたところ、構成員から「こいつ物事考えてる奴なんだ」と認識されるに至ったと述べている。本作のミックス・ダウンはニューヨークで行われ、音源が収録されたマルチテープを同地に持参する予定であったところ、「アダムの林檎」のみ48チャンネル以上使用していたことからマルチテープが2本存在していたが、現地のエンジニアから「これ、インストか?」と聞かれ確認したところ日本側のエンジニアがボーカルが入ったテープのダビングを忘れていた事が発覚、急遽ボーカル録音の必要性に迫られた小暮はビールを飲んだ後にも拘わらずレコーディングを行うことになった。これについて小暮は「聖飢魔IIの曲は、ちゃんとコンディションを整えないと、そう易々とは歌えない。あの時、“今、歌え!”と言われてかなりムカッときたね。テープを忘れただと? それでもプロか、ちゃんとやれ! と」と述べている。
完成した音源に関して篁はモジュレーションが掛かったかのようなギターの音色には不満があったものの、ドラムスの音については「日本でこんなの聴いたことないよと思ったね」と称賛する意見を出している。エース清水は日本のミキサーがメーターを常に見ながら音が振り切らないにように注意しながら作業する技術屋が多いと指摘し、現地で完成した音源は音が歪んでいる部分も多々あったものの全体を通して聴くと格好良く聴こえると述べた上で、「デジタルテクノロジーが発展してきて、何を求めてるかって言ったら、アナログのその飽和感、歪み感みたいなものを、一所懸命デジタルテクノロジーを使ってシミュレートしてるのね。それは当たり前に向こうではやってたということだよね」と述べている。

## 楽曲

### SIDE-A
1. 「悪魔組曲作品666番ニ短調より序曲：心の叫び」
1枚目の大教典『聖飢魔II〜悪魔が来たりてヘヴィメタる』（1985年）収録曲。聖飢魔IIの代表曲であり当然の如く選曲されたが、元曲が13分半の長さで他の楽曲が収録できなくなるために「最も壮大で、かつ印象的」という理由で「序曲」のみが収録されることになった[11]。元々大教典とミサではアレンジが異なっており、信者からミサ・バージョンでの収録を望む声が多かったことから再録音された[11]。冒頭の女性の悲鳴は所属事務所であるミュージックチェイスの女性社員によるものである[11]。
2. 「THE END OF THE CENTURY」
2枚目の大教典『THE END OF THE CENTURY』（1986年）収録曲。本作ではオリジナル・バージョンをリミックスした音源が収録されているが、ベースのみゼノン石川が新たに演奏した音源に差し替えられている[11]。リミックスを担当したエンジニアのロン・セイント・ジャーマン（英語版）は歌詞中の「SENDING THE BIBLE TO THE HELL」という部分に着目し、「これはいったいどういう内容の曲なのか?」と質問されたために小暮が詳細を伝えると、「おゝ神よ、こんな曲をミックスしてごめんなさい」と祈りを捧げていたという[11]。
3. 「BIG TIME CHANGES」
4枚目の大教典『BIG TIME CHANGES』（1987年）収録曲。本作の曲順において、3曲目の選定で構成員の間で意見が衝突する事態となったが、勢いを重視した結果本曲が選定された[11]。小暮は元々重い曲であった本曲がさらに重い印象になっていると述べた他、通常のリミックス作業は10～20時間必要とするところを、リミックスを担当したボブ・ロサの手によって5時間程度で完成したと述べており、ロサは「こんなに早くできてしまって果たして良いのであろうか」と反省していたとも述べている[11]。本作収録バージョンでは「Hey!」の掛け合いがオリジナル・バージョンよりも多用されている。
4. 「RATSBANE」
5枚目の大教典『THE OUTER MISSION』（1988年）収録曲であり、オリジナル・バージョンがそのまま収録されている。小暮は本曲を「“史上最強の活動絵巻（ビデオクリップ）”の曲として名高い」楽曲であると紹介しており、ハードロックから突如ジャズになる展開など「アソビ心満載で、最も“今の聖飢魔IIらしい”曲」であるとも述べている[11]。
5. 「STAINLESS NIGHT」
5枚目の小教典であり、本作において大教典初収録となった[11]。新録音は行われておらず、リミックスのみが施されている[11]。小暮はオリジナルを「ウェット・ヴァージョン」、本作収録版を「パワフル・ヴァージョン」と呼称している[11]。
6. 「NEVER ENDING DARKNESS」
大教典『BIG TIME CHANGES』収録曲。聖飢魔IIのバラード曲の選定において、「限りなく重厚で繊細でありながら、しかし他のどの聖飢魔IIの曲よりも“怒り”を秘めた曲」という理由で収録されることになった[11]。小暮は本曲を歌唱する度に「あゝ聖飢魔IIというバンドをやっていて良かった」と思っていると述べている[11]。エンディングがオリジナル・バージョンよりも長く収録されており、篁は「オリジナルは最後の方ミスってるから短くしてもらって助かったけど、このバージョンは全部収録されてしまった」と述べている[12]。
7. 「EL・DO・RA・DO」
3枚目の大教典『地獄より愛をこめて』（1986年）収録曲。その後新たに新録音された小教典バージョンが存在するが、「シングルのは重すぎる」という意見があったことから本作においてさらに新録音されている[11]。本作においてはテンポとキーの変更だけでなく、キーボードの挿入やバッキング・ギターの変更、さらに歌詞の一部が変更されている[11]。過去バージョンでは清水がギターソロを担当していたが、本作収録バージョンにおいて作曲者の一人である篁が初めてギターソロを担当している[11]。基本的な構成はこのバージョンが極悪集大成盤『1999 BLACK LIST』（1999年）収録バージョンなどの後期アレンジの原型となっている。

### SIDE-B
1. 「アダムの林檎」
2枚目の小教典および大教典『地獄より愛をこめて』収録曲。当初はリミックスのみの予定であったが、ボーカルが収録されたマルチテープを日本に置き忘れたために急遽ボーカル部分のみ新たにレコーディングすることとなった[9]。小暮はビールを1杯飲んだ後で歌唱することを余儀なくされており、この件に関してはゼウスの妨害であると述べている[11]。また、本作収録バージョンでは林檎を齧るSEがオリジナル・バージョンより一拍遅れて挿入されている。
2. 「ROCK IN THE KINGDOM」
大教典『聖飢魔II〜悪魔が来たりてヘヴィメタる』収録曲。本作では1989年時点の構成員による新録音バージョンが収録されている[11]。新録音に当たって小暮は「ミサでの雰囲気を忠実に再現し、ライヴ感溢れる骨太のノリを重視した」と述べている[11]。オリジナル・バージョンとは極僅かながらメロディーが変更されている部分がある。
3. 「RENDEZVOUS 60 MICRONS'」
大教典『THE OUTER MISSION』収録曲。小暮によれば聖飢魔IIの楽曲を一時流行した12インチシングルにおけるリミックスバージョンを意識したアレンジで試したいとの欲求があったものの、過去作において該当する聖飢魔IIの楽曲がなかったために実行には移されなかったが、本曲はリミックスに相応しい楽曲としてようやくリミックスが行われることになった[11]。本曲のリミックスはすべてジャーマンの手に委ねられており、小暮は「内角を抉るように鋭く軽快に、8ビートのハードロックにベースのチョッパー奏法を導入するのは最近の聖飢魔IIのトレンドである」と本作のライナーノーツにおいて述べている[11]。演奏内容はオリジナル・バージョンと同一になっているが、各パートが大幅に切り貼り編集されたため構成がオリジナル・バージョンとは大きく異なっている。
4. 「蠟人形の館」
1枚目の小教典および大教典『THE END OF THE CENTURY』収録曲。本曲に関してはどのような形で収録するかという点が構成員の間で議論の的となったが、再録音や音の入れ換えを行わずにリミックスのみで収録することが決定された[11]。ロサによるリミックスが行われたバージョンを聴いた小暮はアイデアが浮かび、3種類のシャウトをレコーディングして追加することを提案した[11]。
5. 「WINNER!」
7枚目の小教典および大教典『THE OUTER MISSION』収録曲。小教典バージョンがそのまま収録されている。
6. 「白い奇蹟」
8枚目の小教典として発布された楽曲であり、本作において大教典初収録となった。タイトルの意味は「白い顔の悪魔たちの活動の足跡」であり、「聖飢魔IIの歴史を顧みるエピローグとしてうってつけ」であるという理由から「選ばれた不吉の13曲」の最終曲として選定された[11]。小教典よりも収録時間が長いロング・バージョンとして収録されている。

## リリース、アートワーク、チャート成績
本作は魔暦紀元前10年（1989年）9月21日にCBS・ソニーのFITZBEATレーベルからCDおよびCTの2形態で発布された。本作の帯に記載されたキャッチフレーズは「地球デビュー4周年記念盤! ニューヨークにて新たにリミックス＋ニューバージョンの全13曲。豪華な写真集付きのスペシャル・大サービス盤!! 今、甦る聖飢魔II名曲集! 聴きのがすなよ!」であった。アルバム・ジャケットは黒色を背景にルートヴィヒ・ヴァン・ベートーヴェンのデスマスクを模した8つの石膏の顔があり、そのうち7つはそれぞれ地球デビュー後に聖飢魔IIに在籍した7名の構成員と同様の顔の模様が施されたものになっている。また歌詞などを記載したブックレットとは別に、小暮による全曲解説が記載されたライナーノーツが付属している。本作以前に発布された小教典の内、魔暦紀元前11年（1988年）5月21日に発布された「STAINLESS NIGHT」および本作の直前となる8月2日に発布された「白い奇蹟」は本作にて大教典初収録となった。
本作はオリコンアルバムチャートにおいて最高位第1位を獲得、登場週数9回で売り上げ枚数は15.2万枚となった。ヘヴィメタルおよびハードロックバンドが同チャートにて第1位を獲得するのは史上初となった。ゼノン石川はこの結果に対して「売れてるんだろうとは思ってたけど、もっと売れてる人たちが大勢いたし、そういう意味では頂点には立ったっていう意識はないな。それはよかったんだね。天狗にならなくてね」と述べている。小暮は当時「知名度と売り上げに一番ギャップのあるバンドなんじゃないの?」と述べており、斜に構えていた構成員たちは「その週にたまたま対抗馬がいなかっただけでしょ?」と冷静に受け止めていたと述べている。また小暮は本作が第1位を獲得した他に「白い奇蹟」および「BAD AGAIN 〜美しき反逆〜」が最も売り上げの高かった小教典であったことから、第二のブレイク期であると共に聖飢魔IIとしてのピークに達した時期であったとも述べている。その他、本作は1992年11月1日にMDにて再リリースされている。

## 収録曲
- CDブックレットに記載されたクレジットを参照[15]。

| #         | タイトル                                      | 作詞                             | 作曲                 | 編曲                 | リミックス                                   | 時間  |
| --------- | --------------------------------------------- | -------------------------------- | -------------------- | -------------------- | -------------------------------------------- | ----- |
| 1.        | 「悪魔組曲作品666番ニ短調より序曲：心の叫び」 |                                  | ダミアン浜田         | 聖飢魔II             |                                              | 1:59  |
| 2.        | 「THE END OF THE CENTURY」                    | ダミアン浜田                     | ダミアン浜田         | 聖飢魔II             | ロン・セイント・ジャーマン                   | 4:06  |
| 3.        | 「BIG TIME CHANGES」                          | ジャンキー・モンキー・ベイビーズ | エース清水           | 聖飢魔II             | ボブ・ロサ、ジョージ・タシロ                 | 5:00  |
| 4.        | 「RATSBANE」                                  | SGT. ルーク篁III世               | SGT. ルーク篁III世   | 聖飢魔II、土橋安騎夫 |                                              | 4:40  |
| 5.        | 「STAINLESS NIGHT」                           | デーモン小暮                     | エース清水           | 聖飢魔II             | ボブ・ロサ、ジョージ・タシロ                 | 4:45  |
| 6.        | 「NEVER ENDING DARKNESS」                     | SGT. ルーク篁III世               | SGT. ルーク篁III世   | 聖飢魔II             | ボブ・ロサ／追加リミックス: ジョージ・タシロ | 6:37  |
| 7.        | 「EL・DO・RA・DO」                            | デーモン小暮                     | デーモン小暮、紫馬肥 | 聖飢魔II             | ボブ・ロサ／追加リミックス: ジョージ・タシロ | 4:55  |
| 合計時間: | 合計時間:                                     | 合計時間:                        | 合計時間:            | 合計時間:            | 合計時間:                                    | 32:02 |

| #         | タイトル                   | 作詞                         | 作曲               | 編曲                 | リミックス                                   | 時間  |
| --------- | -------------------------- | ---------------------------- | ------------------ | -------------------- | -------------------------------------------- | ----- |
| 8.        | 「アダムの林檎」           | デーモン小暮                 | ジェイル大橋       | 聖飢魔II             | ロン・セイント・ジャーマン                   | 4:32  |
| 9.        | 「ROCK IN THE KINGDOM」    | デーモン小暮                 | ダミアン浜田       | 聖飢魔II             | ロン・セイント・ジャーマン                   | 4:37  |
| 10.       | 「RENDEZVOUS 60 MICRONS'」 | デーモン小暮                 | エース清水         | 聖飢魔II、土橋安騎夫 | ロン・セイント・ジャーマン、GOH HOTODA       | 5:34  |
| 11.       | 「蠟人形の館」             | ダミアン浜田                 | ダミアン浜田       | 聖飢魔II             | ボブ・ロサ／追加リミックス: ジョージ・タシロ | 4:10  |
| 12.       | 「WINNER!」                | デーモン小暮、ぬらりひょん吉 | SGT. ルーク篁III世 | 聖飢魔II、土橋安騎夫 |                                              | 5:24  |
| 13.       | 「白い奇蹟」               | デーモン小暮                 | エース清水         | 聖飢魔II             |                                              | 5:36  |
| 合計時間: | 合計時間:                  | 合計時間:                    | 合計時間:          | 合計時間:            | 合計時間:                                    | 29:53 |

## スタッフ・クレジット
- CDブックレットに記載されたクレジットを参照[17]。

### 聖飢魔II
- ライデン湯沢 – ドラムス
- Sgt.ルーク篁III世 – ギター、コーラス
- デーモン小暮 – ボーカル、コーラス
- エース清水 – ギター、コーラス
- ゼノン石川 – ベース、コーラス
- ゾッド星島 – ベース、コーラス
- ジェイル大橋 – ギター

### 参加ミュージシャン
| 1. 「悪魔組曲作品666番ニ短調より序曲：心の叫び」 - ライデン湯沢 – ドラムス - ゼノン石川 – ベース、コーラス - エース清水 – ギター、コーラス - Sgt.ルーク篁III世 – ギター、コーラス - デーモン小暮 – ボイス、コーラス - "BASUMI" NAKAYAMA – ボイス、コーラス - 松崎“キャプテン・キリヤマ”雄一 – シンセサイザー、コーラス - サテュロス丸沢 – コーラス - "POMPOCO-PON" WATANABE – コーラス 2. 「THE END OF THE CENTURY」 - ライデン湯沢 – ドラムス - ゼノン石川 – ベース - エース清水 – ギター、ギターソロ、コーラス - ジェイル大橋 – ギター - デーモン小暮 – ボーカル、コーラス - ゾッド星島 – コーラス - サテュロス丸沢 – コーラス 3. 「BIG TIME CHANGES」 - ライデン湯沢 – ドラムス - ゼノン石川 – ベース - エース清水 – ギター、ギターソロ、コーラス - デーモン小暮 – ボーカル、コーラス - 桜井康史 – コーラス 4. 「RATSBANE」 - ライデン湯沢 – ドラムス - ゼノン石川 – ベース - エース清水 – ギター、ジャジーソロ、コーラス - Sgt.ルーク篁III世 – ギター、ヘビーソロ - デーモン小暮 – ボーカル - 土橋安騎夫（レベッカ） – シンセサイザー、ピアノ 5. 「STAINLESS NIGHT」 - ライデン湯沢 – ドラムス - ゼノン石川 – ベース - エース清水 – ギター、ギターソロ - Sgt.ルーク篁III世 – ギター - デーモン小暮 – ボーカル、コーラス - 桐生千弘 (VELVET PΛW) – コーラス、シンセサイザー 6. 「NEVER ENDING DARKNESS」 - ライデン湯沢 – ドラムス - ゼノン石川 – ベース - Sgt.ルーク篁III世 – ギター、ギターソロ、コーラス - エース清水 – ギター、コーラス - デーモン小暮 – ボーカル、コーラス - 桜井康史 – シンセサイザー 7. 「EL・DO・RA・DO」 - ライデン湯沢 – ドラムス - ゼノン石川 – ベース - Sgt.ルーク篁III世 – ギター、ギターソロ、コーラス - エース清水 – ギター、コーラス - デーモン小暮 – ボーカル - 松崎“キャプテン・キリヤマ”雄一 – シンセサイザー | 1. 「アダムの林檎」 - ライデン湯沢 – ドラムス - ゼノン石川 – ベース - ジェイル大橋 – ギター、ギターソロ - エース清水 – ギター - デーモン小暮 – ボーカル、コーラス 2. 「ROCK IN THE KINGDOM」 - ライデン湯沢 – ドラムス、ヘル・ボイス - ゼノン石川 – ベース、ヘル・ボイス - エース清水 – ギター、ファースト・ソロ、ヘル・ボイス - Sgt.ルーク篁III世 – ギター、セカンド・ソロ、ヘル・ボイス - デーモン小暮 – ボーカル、ヘル・ボイス - 高橋教之（レベッカ） – ヘル・ボイス - ボブ・ダイアー – ヘル・ボイス - ダーマ小玉 – ヘル・ボイス - アームジョーゲンさん – ヘル・ボイス - REGAL CD MOGI – ヘル・ボイス - GRILLED TOITA DOZAEMON – ヘル・ボイス - CRYSTAL DOGEN NARITA – ヘル・ボイス - 松崎“キャプテン・キリヤマ”雄一 – ヘル・ボイス - サテュロス丸沢 – ヘル・ボイス 3. 「RENDEZVOUS 60 MICRONS'」 - ライデン湯沢 – ドラムス - ゼノン石川 – ベース - エース清水 – ギター、ギターソロ、コーラス - Sgt.ルーク篁III世 – ギター - デーモン小暮 – ボーカル - 土橋安騎夫（レベッカ） – シンセサイザー 4. 「蠟人形の館」 - ライデン湯沢 – ドラムス、コーラス - ゾッド星島 – ベース、コーラス - エース清水 – ギター、ギターソロ、コーラス - ジェイル大橋 – ギター、コーラス - デーモン小暮 – ボーカル、コーラス - 小嶋さちほ (ZELDA) – コーラス - 高橋佐代子 (ZELDA) – コーラス - ZELDA OFFICE×2 – コーラス - 宮田信吾 – コーラス - サテュロス丸沢 – コーラス - DANGEROUS KINCHAN ISHIKAWA – コーラス - ナスティ平野 – コーラス 5. 「WINNER!」 - ライデン湯沢 – ドラムス - ゼノン石川 – ベース - Sgt.ルーク篁III世 – ギター、ギターソロ、コーラス - エース清水 – ギター、コーラス - デーモン小暮 – ボーカル、コーラス - 土橋安騎夫（レベッカ） – シンセサイザー 6. 「白い奇蹟」 - ライデン湯沢 – ドラムス - ゼノン石川 – ベース - エース清水 – ギター、ギターソロ、コーラス - Sgt.ルーク篁III世 – ギター - デーモン小暮 – ボーカル - 松崎“キャプテン・キリヤマ”雄一 – シンセサイザー |

### 録音スタッフ
- 聖飢魔II – プロデューサー
- 丸沢和宏 – プロデューサー
- 山本健也 – コ・プロデューサー
- 平野喜久雄 – マネージャー
- わたなべけんじ – A&R
- ボブ・ロサ – ミキシング・エンジニア
- ロン・セイント・ジャーマン（英語版） – ミキシング・エンジニア
- 川辺“タフマニコフ”修久 – ミキシング・エンジニア、レコーディング・エンジニア
- GOH HOTODA – 追加ミキシング・エンジニア
- ジョージ・タシロ – 追加ミキシング・エンジニア
- 後藤昌司 – レコーディング・エンジニア
- 大森政人 – レコーディング・エンジニア
- 松本元成 – レコーディング・エンジニア
- 中村悦弘 – レコーディング・エンジニア
- 高橋尚哉 – アシスタント・エンジニア
- 加藤博美 – アシスタント・エンジニア
- 佐久間義徳 – アシスタント・エンジニア
- 三上義英 – アシスタント・エンジニア
- 阿部充泰 – アシスタント・エンジニア
- 宮田信吾 – アシスタント・エンジニア
- 草柳晃 – アシスタント・エンジニア
- 小林敦 – アシスタント・エンジニア
- ジョン・ハーマン – アシスタント・エンジニア
- スティーブ・ドゥール – アシスタント・エンジニア
- ハウィー・ウェインバーグ – マスタリング・エンジニア
- ダーマ小玉 – アシスタント・マネージャー
- アームジョーゲンさん – アシスタント・マネージャー
- REGAL-CD-MOGI – クルー
- CRYSTAL DOGEN NARITA – クルー
- GRILLED TOITA DOZAEMON – クルー
- 杉本幸彦 – ドラムス・ピッチ・チューナー

### 美術スタッフ
- 加藤靖隆（アボーヴ・アス・オンリー・スカイ・スタジオ） – アート・ディレクション、デザイン
- 中村ノブオ – 写真撮影
- 藤井春日 – 写真撮影
- 泉沢光雄 – デザイン
- 須藤洋子 (atelier SO-KO) – スタイリスト
- とくながりえこ – コーディネーター（ニューヨーク）

## チャート、認定
| チャート         | 最高順位 | 登場週数 | 売上数   | 出典  |
| ---------------- | -------- | -------- | -------- | ----- |
| 日本（オリコン） | 1位      | 9回      | 15.2万枚 | [ 2 ] |

| 国/地域 | 認定組織         | 日付      | 認定     | 売上数   | 出典  |
| ------- | ---------------- | --------- | -------- | -------- | ----- |
| 日本    | 日本レコード協会 | 1994年2月 | ゴールド | 200,000+ | [ 3 ] |

## リリース日一覧
| No. | リリース日    | レーベル                       | 規格         | カタログ番号 | 備考                   | 出典                |
| --- | ------------- | ------------------------------ | ------------ | ------------ | ---------------------- | ------------------- |
| 1   | 1989年9月21日 | CBS・ソニー／FITZBEAT          | CD           | 32DH-5314    |                        | [ 2 ] [ 18 ] [ 19 ] |
| 2   | 1989年9月21日 | CBS・ソニー／FITZBEAT          | CT           | 28KH-5314    |                        | [ 2 ]               |
| 3   | 1992年11月1日 | キューン・ソニー／FITZBEAT     | MD           | KSY2-2003    |                        | [ 20 ]              |
| 4   | 2019年6月6日  | ソニー・ミュージックダイレクト | AAC-LC       | -            | デジタル・ダウンロード | [ 21 ]              |
| 5   | 2019年6月6日  | ソニー・ミュージックダイレクト | ロスレスFLAC | -            | デジタル・ダウンロード | [ 22 ]              |